# Brother Moses Smote the Water
Albums de The Klezmatics
Rise Up! Shteyt Oyf! Woody Guthrie's Happy Joyous Hanukkah
Brother Moses Smote the Water est le septième album du groupe de musique klezmer, The Klezmatics, sorti le 8 mars 2005 sur le label Piranha.

## Titres de l'album
1. Eyliyohu Hanovi
2. Elijah Rock
3. Ki Loy Nue
4. Shnirele, Perele
5. Walk in Jerusalem
6. Go Down Moses
7. Moses Smote the Water
8. Oh Mary Don't You Weep
9. Didn't It Rain
10. Ale Brider
11. Shnirele, Perele